# Haakon
Haakon (traditionelle, dänisch basierte Rechtschreibung) oder Håkon (moderne gemeinskandinavische Rechtschreibung), altwestnordisch und isländisch Hákon, ist ein norwegischer männlicher Vorname, der insbesondere als Name einer Reihe von Königen des skandinavischen Landes bekannt geworden ist.
Die ursprüngliche Namensbedeutung ist „großer/hoher Sohn“, zusammengesetzt aus há „groß, hoch“ und konr „Sohn“.

## Namensträger

### Könige
Acht norwegische Könige führten den Namen Haakon:
- König Håkon I. († 961), Haakon der Gute
- König Håkon II., Haakon Herdebrei
- König Håkon III. († 1204), Haakon Sverreson
- König Håkon IV. (1204–1263), Haakon IV. Håkonsson
- Håkon Håkonsson unge (1232–1257), Mitkönig in Norwegen neben seinem Vater Håkon Håkonsson und Skule Bårdsson
- König Håkon V. (1270–1319), Haakon V. Magnusson
- König Håkon VI. (um 1341–1380), Haakon VI. Magnusson
- König Haakon VII. (1872–1957)
- Kronprinz Haakon von Norwegen (* 1973)

- Haakon der Rote (* um 1040; † nach 1079), laut alter skandinavischer Legenden etwa 1070 bis 1079 schwedischer König

Faktische Könige Norwegens waren einst auch die Ladejarle:
- Hákon Grjótgarðsson (* um 860–870; † um 900)
- Håkon Jarl (935–995)
- Håkon Eiriksson (995–1029)

- Håkon Galen (* um 1170; † 1214), norwegischer Jarl

### Vorname
- Håkon Aasnes (* 1943), norwegischer Illustrator, Comiczeichner und Comicautor
- Håkon Austbø (* 1948), norwegischer Pianist und Hochschullehrer
- Håkon Barfod (1926–2013), norwegischer Segler
- Håkon Berre (* 1980), norwegischer Jazz- und Improvisationsmusiker (Schlagzeug)
- Håkon Brusveen (1927–2021), norwegischer Skilangläufer
- Haakon Bruun-Hanssen (* 1960), Offizier der norwegischen Marine
- Haakon Graf (* 1955), norwegischer Jazz-Pianist und -organist
- Håkon Hänelt (* 2003), deutscher Eishockeyspieler
- Hakon Hirzenberger (* 1966), österreichischer Regisseur, Autor, Schauspieler, Musiker und Produzent
- Håkon Kyllingmark (1915–2003), norwegischer Politiker
- Håkon Kornstad (* 1977), norwegischer Jazzsaxophonist
- Håkon Wium Lie (* 1965), norwegischer Informatiker und Manager
- Håkon Løken (1859–1923), norwegischer Jurist, Journalist und Politiker
- Håkon Lorentzen (* 1997), norwegischer Fußballspieler
- Håkon Mjøen (* 1944), norwegischer Skirennläufer
- Håkon Opdal (* 1982), norwegischer Fußballtorhüter
- Håkon Øverby (1941–2021), norwegischer Ringer
- Håkon Øvreås (* 1974), norwegischer Schriftsteller und Lyriker
- Håkon Pedersen (1906–1991), norwegischer Eisschnellläufer
- Haakon Shetelig (1877–1955), norwegischer Archäologe
- Håkon Skaanes (* 1999), norwegischer Skilangläufer
- Haakon Stein (* 1940), deutscher Fechter

## Sonstiges
- Håkonbandet, Gebirgspass im Königin-Maud-Land, Antarktika